# Miguel Carranza
Miguel Alexander Carranza Macahuachi (Tarapoto, San Martín, Perú, 3 de noviembre de 1995) es un futbolista peruano que juega como extremo derecho y su equipo actual es Club Deportivo Unión Comercio de la Liga 1 de Perú..

## Trayectoria

### Unión Comercio
Carranza es producto de Unión Comercio y debutó con el club en la temporada 2014, donde disputó un total de 11 partidos en la Primera División peruana. Rápidamente se convirtió en un titular habitual e hizo un total de 144 apariciones en la liga para Unión Comercio hasta que descendió a fines de 2019.

### Cusco FC
En enero de 2020, Carranza se unió a Cusco FC. Debutó el 3 de febrero de 2020 contra el Deportivo Binacional.

### Unión Comercio
A través de sus redes sociales el  Club Deportivo Unión Comercio anunció el regreso de Miguel Carranza para reforzar el club que recién había ascendido a la primera división del fútbol peruano para la temporada 2023.
En el 2024 fichó por Unión Comercio, club con el que descendería a final de temporada.

## Selección nacional
Carranza ha jugado 7 veces en la selección sub-20 de Perú, y ha participado en el Campeonato Sudamericano de Fútbol Sub-20 de 2015 realizado en Uruguay, donde la bicolor quedó en la fase final.
Participación en Campeonatos Sudamericanos
| Torneo                      | Sede    | Resultado  | Partidos | Goles |
| --------------------------- | ------- | ---------- | -------- | ----- |
| Sudamericano Sub-20 de 2015 | Uruguay | Fase Final | 7        | 0     |

## Estadísticas
Actualizado al último partido disputado el 29 de octubre de 2023.
| Club                                                                                   | Div.          | Temporada     | Liga  | Liga  | Liga   | Copas nacionales(1) | Copas nacionales(1) | Copas nacionales(1) | Copas internacionales | Copas internacionales | Copas internacionales | Total(2) | Total(2) | Total(2) |
| Club                                                                                   | Div.          | Temporada     | Part. | Goles | Asist. | Part.               | Goles               | Asist.              | Part.                 | Goles                 | Asist.                | Part.    | Goles    | Asist.   |
| -------------------------------------------------------------------------------------- | ------------- | ------------- | ----- | ----- | ------ | ------------------- | ------------------- | ------------------- | --------------------- | --------------------- | --------------------- | -------- | -------- | -------- |
| Unión Comercio · Perú                                                                  | 1.ª           | 2014          | 11    | 1     | 3      | 1                   | 0                   | 0                   | -                     | -                     | -                     | 12       | 1        | 3        |
| Unión Comercio · Perú                                                                  | 1.ª           | 2015          | 23    | 2     | 0      | 4                   | 0                   | 0                   | -                     | -                     | -                     | 27       | 2        | 0        |
| Unión Comercio · Perú                                                                  | 1.ª           | 2016          | 18    | 0     | 1      | -                   | -                   | -                   | -                     | -                     | -                     | 18       | 0        | 1        |
| Unión Comercio · Perú                                                                  | 1.ª           | 2017          | 22    | 1     | 2      | -                   | -                   | -                   | -                     | -                     | -                     | 22       | 1        | 2        |
| Unión Comercio · Perú                                                                  | 1.ª           | 2018          | 38    | 1     | 4      | -                   | -                   | -                   | -                     | -                     | -                     | 38       | 1        | 4        |
| Unión Comercio · Perú                                                                  | 1.ª           | 2019          | 30    | 4     | 3      | 3                   | 0                   | 0                   | -                     | -                     | -                     | 33       | 4        | 3        |
| Cusco Fútbol Club · Perú                                                               | 1.ª           | 2020          | 22    | 3     | 3      | -                   | -                   | -                   | -                     | -                     | -                     | 22       | 3        | 3        |
| Cusco Fútbol Club · Perú                                                               | 1.ª           | 2021          | 17    | 0     | 5      | 2                   | 0                   | 1                   | -                     | -                     | -                     | 19       | 0        | 6        |
| Cusco Fútbol Club · Perú                                                               | 2.ª           | 2022          | 23    | 0     | 3      | -                   | -                   | -                   | -                     | -                     | -                     | 23       | 0        | 3        |
| Cusco Fútbol Club · Perú                                                               | Total club    | Total club    | 62    | 3     | 11     | 2                   | 0                   | 1                   | -                     | -                     | -                     | 64       | 3        | 12       |
| Unión Comercio · Perú                                                                  | 1.ª           | 2023          | 32    | 3     | 4      | -                   | -                   | -                   | -                     | -                     | -                     | 32       | 3        | 4        |
| Unión Comercio · Perú                                                                  | Total club    | Total club    | 174   | 12    | 17     | 8                   | 0                   | 0                   | 0                     | 0                     | 0                     | 182      | 12       | 17       |
| Total carrera                                                                          | Total carrera | Total carrera | 236   | 15    | 28     | 10                  | 0                   | 1                   | 0                     | 0                     | 0                     | 246      | 15       | 29       |
| (1) Incluye datos de la Copa Bicentenario. (2) No incluye goles en partidos amistosos. |               |               |       |       |        |                     |                     |                     |                       |                       |                       |          |          |          |

## Palmarés

### Campeonatos nacionales
| Título | Club     | País | Año  |
| ------ | -------- | ---- | ---- |
| Liga 2 | Cusco FC | Perú | 2022 |